# Balneario Monje
Balneario Monje es una localidad argentina ubicada en el departamento San Jerónimo, provincia de Santa Fe. Se encuentra en la desembocadura del arroyo Monje sobre el río Coronda, 8 km al sudeste de la localidad de Monje, de la cual depende administrativamente.
La Boca de Monje es un conjunto importante de viviendas, con complejos de cabañas, cámpings, casas de alquiler, un dispensario y una escuela primaria. Se trata de un sitio muy elegido por muchas personas para una escapada de fin de semana, o para unos días de vacaciones. Sus aguas son tranquilas y en ellas se practican deportes acuáticos y pesca.
El pueblo es también sede de la fiesta anual de los balnearios, que congrega a más de diez mil personas. Su balneario es uno de los pocos con amplias playas entre las ciudades de Santa Fe y Rosario.

## Población
Cuenta con 391 habitantes (Indec, 2010), lo que representa un incremento del 45% frente a los 269 habitantes (Indec, 2001) del censo anterior.
| Gráfica de evolución demográfica de Balneario Monje entre 1991 y 2010 |
|                                                                       |
| Fuente: Censos nacionales del INDEC                                   |